# Akaflieg Darmstadt D 29
Die Akaflieg Darmstadt D 29 ist ein deutsches Versuchsflugzeug aus den 1930er Jahren. In zeitgenössischen Publikationen wurde sie auch als D 29 b bezeichnet.

## Entwicklung
Die D 29 wurde nach den guten Erfahrungen mit den Vorgängern D 18 und D 22 im Auftrag und mit Unterstützung des Reichsluftfahrtministeriums an der TH Darmstadt von der Flugtechnischen Fachgruppe (FFG) unter der Leitung von Ingenieur Voigt konstruiert und gebaut. Mit ihr sollten verschiedene Auftriebshilfen erprobt werden. Als Antrieb kam ein Sh-14-Sternmotor zur Anwendung. Das einzige vollendete Exemplar flog 1936 erstmals und wurde als D–EILE registriert. Für Tests sollten noch verschiedene Klappensysteme wie Fowlerklappen sowie verschiedene aerodynamische Verkleidungen installiert werden, doch der Ausbruch des Krieges beendete alle diesbezüglichen Planungen.

## Aufbau
Die D 29 ist ein freitragender Tiefdecker in Gemischtbauweise mit einem Bruchlastvielfachen von 8,0. Der Rumpf besteht aus einem stoffbespannten Stahlrohrgerüst. Am Bug befindet sich der mit einer NACA-Haube verkleidete Sternmotor mit einer Luftschraube aus Duraluminium. Die trapezförmigen Tragflächen mit 1,27 m mittlerer Tiefe bestehen aus einem ebenso bespannten Holzgerippe und besitzen einen Knick. Sie sind mit Vorflügeln und Spaltklappen über die gesamte Spannweite ausgestattet. Die D 29 besitzt ein hölzernes T-Leitwerk mit einer abgestrebten Höhenflosse. Das Hauptfahrwerk mit 1,45 m Radspur ist starr, aerodynamisch verkleidet und im Bereich des Flügelknicks angebracht. Es ist ölpneumatisch gefedert und mit 550 × 130 mm Mitteldruckreifen bestückt.

## Technische Daten

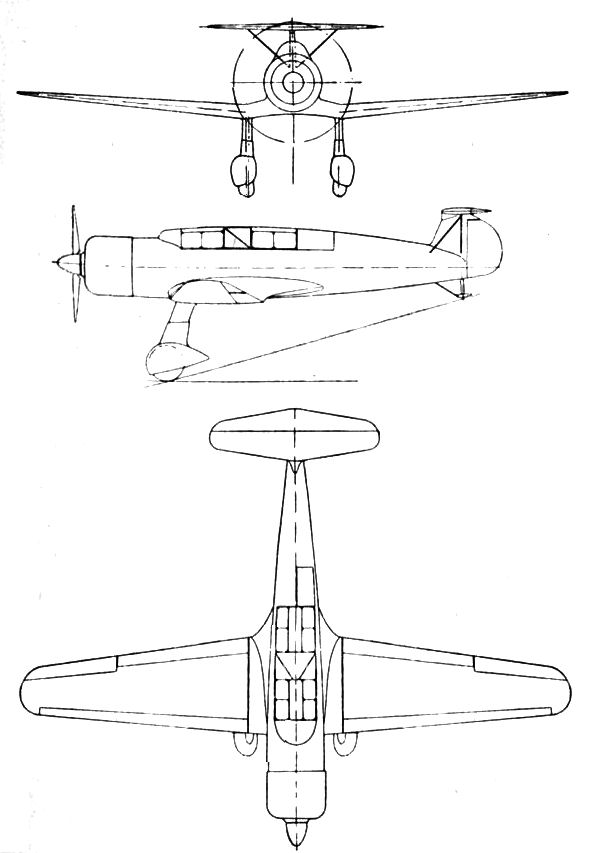
Dreiseitenansicht

| Kenngröße             | Daten                                                                                           |
| --------------------- | ----------------------------------------------------------------------------------------------- |
| Besatzung             | 1–2                                                                                             |
| Spannweite            | 8,80 m                                                                                          |
| Länge                 | 7,10 m                                                                                          |
| Höhe                  | 2,76 m                                                                                          |
| Flügelfläche          | 10,00 m²                                                                                        |
| Flügelstreckung       | 7,74                                                                                            |
| V-Form                | 6°                                                                                              |
| Flächenbelastung      | 85,00 kg/m²                                                                                     |
| Leistungsbelastung    | 5,66 kg/PS                                                                                      |
| Flächenleistung       | 15,00 PS/m²                                                                                     |
| Rüstmasse             | 560 kg                                                                                          |
| Zuladung              | 290 kg                                                                                          |
| Startmasse            | 850 kg                                                                                          |
| Antrieb               | ein luftgekühlter Siebenzylinder-Sternmotor mit verstellbarer Zweiblatt-Luftschraube (ø 2,20 m) |
| Typ                   | Bramo Sh 14 A                                                                                   |
| Startleistung         | 150 PS (110 kW) bei 2200/min                                                                    |
| Kraftstoffvorrat      | 120 l                                                                                           |
| Höchstgeschwindigkeit | 250 km/h                                                                                        |
| Reisegeschwindigkeit  | 225 km/h                                                                                        |
| Landegeschwindigkeit  | 80 km/h                                                                                         |
| Steiggeschwindigkeit  | 4,5 m/s in Bodennähe                                                                            |
| Gipfelhöhe            | 6500 m                                                                                          |
| Reichweite            | 750 km                                                                                          |
| Flugdauer             | 3,5 h                                                                                           |